# Sixeonotus rostratus
Sixeonotus rostratus är en insektsart som beskrevs av Knight 1928. Sixeonotus rostratus ingår i släktet Sixeonotus och familjen ängsskinnbaggar. Inga underarter finns listade i Catalogue of Life.